# Kaartinkaupunki
Kaartinkaupunki (Zweeds: Gardesstaden) is een wijk in het zuidelijke deel van Helsinki, Finland. Het bevindt zich tussen de stadsparken Esplanadi en Tähtitorninvuori. Hoewel het in 1812 al ontstond, kreeg de buurt pas in 1959 een naam. Het behoort tot het district Ullanlinna.
Kaartinkaupunki is vernoemd naar de oude Russische legerkazerne in de buurt van Kasarmitori. Het oudste deel van deze kazerne werd gebouwd in 1822.
Kaartinkaupunki heeft een oppervlakte van 0,33 vierkante kilometer. Het omvat het Esplanadi-park, de Markt van Helsinki en de straten Pohjoisesplanadi en Etelä-Esplanadi. De gebouwen aan Pohjoisesplanadi worden echter niet meegerekend, aangezien dit deel van de straat zich bevindt in de buurten Kruununhaka en Kluuvi. Alleen het noordelijke deel maakt deel uit van Kaartinkaupunki.
Kaartinkaupunki telde in 2005 nog 881 inwoners en 999 in 2013. In 2020 waren het er inmiddels 1.057 geworden.

## Bezienswaardigheden
- Designmuseum
- Duitse Kerk
- Esplanadi
- Museum voor Finse architectuur
- Markt van Helsinki
- Oude markthal in Helsinki